# Papurana arfaki
Papurana arfaki es una especie de anfibio anuro de la familia Ranidae.

## Distribución geográfica
Esta especie habita hasta 1500 m sobre el nivel del mar:
- en Indonesia, en el oeste de Nueva Guinea, incluidas las islas Waigeo y Aru;
- en Papúa Nueva Guinea en el este de Nueva Guinea.[5]

## Etimología
El nombre de su especie le fue dado en referencia al lugar de su descubrimiento, las montañas Arfak.

## Publicación original
- Meyer, 1875 "1874" : Übersicht der von mir auf Neu-Guinea und den Inseln Jobi, Mysore und Mafoor im Jahre 1873 gesammelten Amphibien. Monatsberichte der Königlich Preussischen Akademie der Wissenschaften zu Berlin, vol. 1874, p. 128-140[6]